# Jutta Abromeit

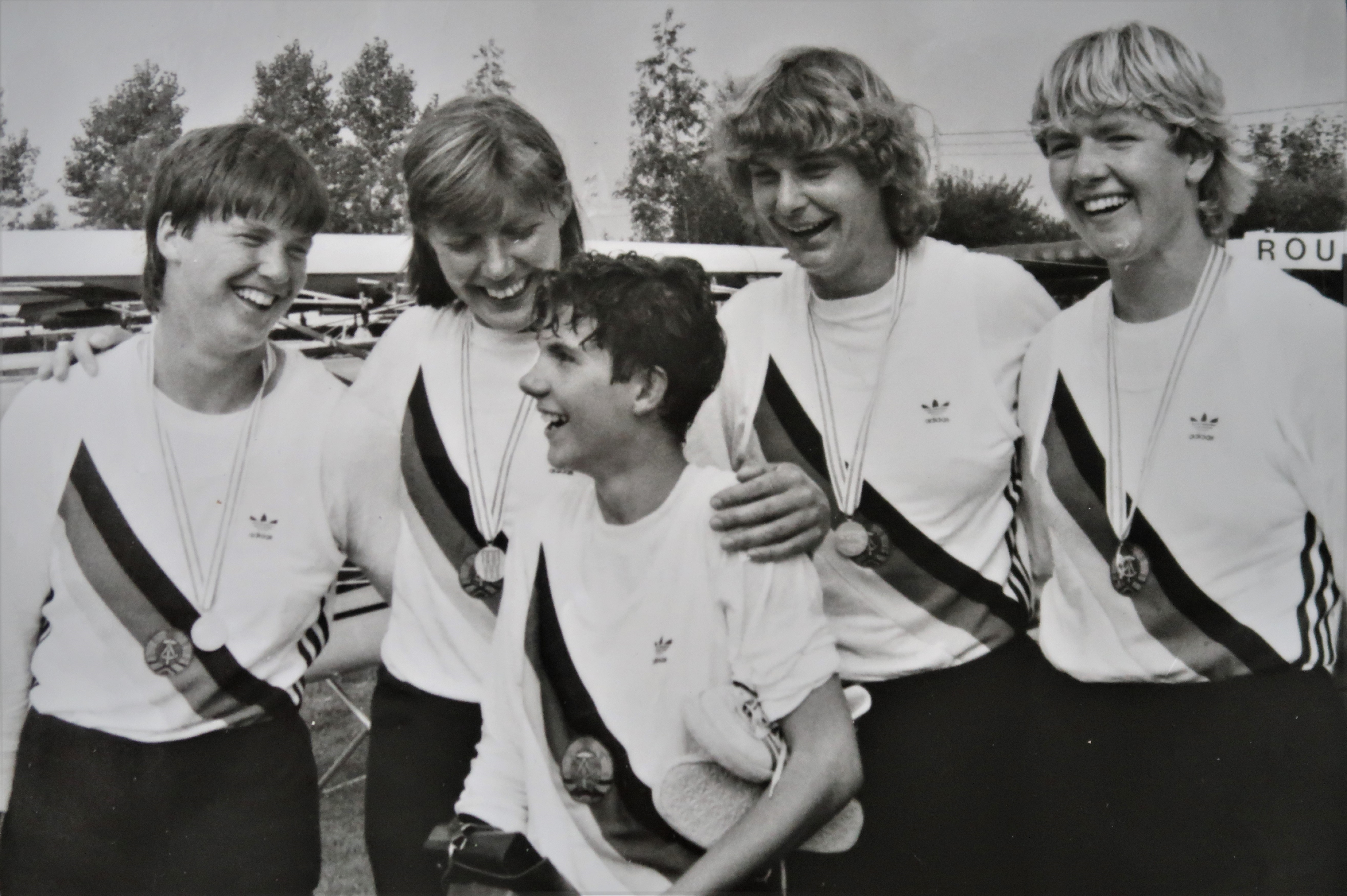
FISA-Weltmeisterschaft 1985 im belgischen Hazewinkel: Der DDR-Vierer mit Steuerfrau nach Siegerehrung und „Goldbad“ für die Steuerfrau – v. l. n. r.: Carola Lichey (SG Dynamo Potsdam), Steffi Götzelt (SC Einheit Dresden), Steuerfrau Daniela Neunast (SG Dynamo Potsdam), Jutta Abromeit (SC Berlin-Grünau) und Kerstin Spittler (SG Dynamo Potsdam).

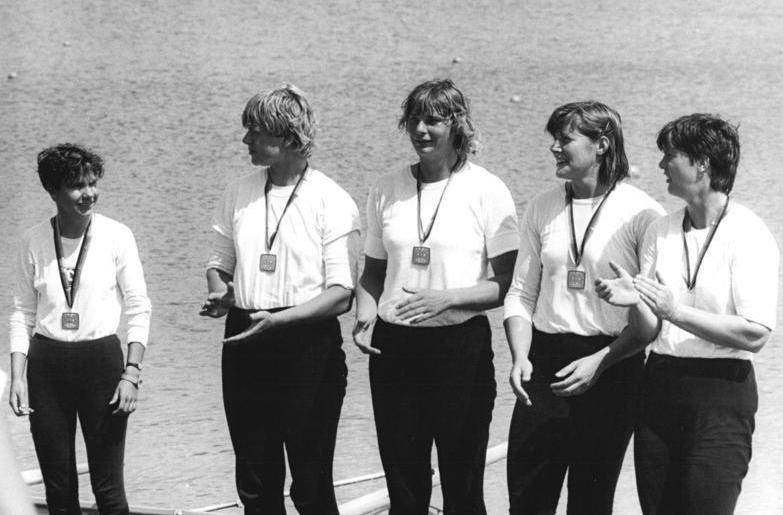
Der DDR-Meister im Vierer mit Steuerfrau von 1985 – v. r. n. l.: Carola Lichey, Steffi Götzelt, Jutta Abromeit, Kerstin Spittler und Steuerfrau Daniela Neunast

Jutta Abromeit (Geburtsname bis 1984 Jutta Raeck, * 17. September 1959 in Ludwigsfelde) ist eine Ruderin aus der Deutschen Demokratischen Republik.
Jutta Raeck war von 1966 bis 1975 Leichtathletin bei Einheit/Kali Wolmirstedt. Seit 1975 trainiert sie beim SC Berlin-Grünau, Abteilung Rudern. Sie war von 1978 bis 1985 Mitglied der DDR-Nationalmannschaft Rudern mit Berufung in die beiden Olympiamannschaften 1980 und 1984. 1979 gewann sie bei den Weltmeisterschaften in Bled mit dem DDR-Achter die Silbermedaille hinter dem sowjetischen Boot. 1980 gewann sie bei den DDR-Meisterschaften im Vierer ihren ersten DDR-Meistertitel.
Der Vierer in der Besetzung Carola Lichey, Steffi Götzelt, Jutta Abromeit, Kerstin Spittler und Steuerfrau Daniela Neunast siegte 1985 sowohl bei den DDR-Meisterschaften als auch bei den Weltmeisterschaften im belgischen Hazewinkel. Damit ist dieser Vierer das erste Boot überhaupt, das auf der vom Welt-Ruderverband FISA neu eingeführten 2000-Meter-Strecke für Frauen bei internationalen Wettkämpfen einen Weltmeistertitel errang. Alle Mitglieder des Vierers saßen bei den DDR-Meisterschaften 1985 in dem Achter, der den zweiten Platz belegte.
Die 1,86 m große Jutta Abromeit ist im Seniorenbereich weiterhin als Ruderin für den SC Berlin-Grünau aktiv. Seit 1993 nimmt sie im Masters-Bereich an internationalen Regatten und Ergometer-Wettkämpfen teil. Unter anderem gewann sie einen der legendären C.R.A.S.H.-B-Hammer, die Trophäe bei der Ergometer-WM in Boston (2010/AK 50–54 Jahre), hält den deutschen Rekord über 30 Minuten Ergometer-Rudern in der AK 50 bis 54 mit 7667 Metern und startete bei den World Masters Games 2017 in Neuseeland (vier Medaillen bei vier Starts). Zuletzt gewann sie bei den Ergometer-WM 2020 in Paris die Silbermedaille in der AK 60–64 Jahre.
Jutta Abromeit arbeitet als Redakteurin bei der Märkischen Allgemeinen in ihrer Heimatstadt Ludwigsfelde (unter anderem Reportagen mit „Frontal 21“, Interview mit der belgischen Psychotherapeutin Esther Perel).